# Ozotoceros bezoarticus arerunguaensis
El venado de campo de Arerunguá, venado de las pampas noruruguayas, o ciervo de las pampas noruruguayas (Ozotoceros bezoarticus arerunguaensis), es una de las subespecies en que se divide la especie Ozotoceros bezoarticus, un cérvido de tamaño mediano que forma el monotípico género Ozotoceros. Habita en estepas, praderas, sabanas, y matorrales abiertos del norte de Uruguay. Se estima que sobreviven entre 800 y 1000 ejemplares de esta subespecie, todos parte de una misma población ubicada en el departamento de Salto. 

## Distribución y hábitat
Esta subespecie es un taxón endémico del Uruguay. Originalmente se habría distribuido por las llanuras herbosas de los departamentos de: Artigas, Paysandú, Río Negro, Rivera, Salto, y Tacuarembó.
Tal vez también vivía en los departamentos del sudoeste de la república, pues no está claro si ambas subespecies uruguayas eran divididas por el río Negro o por encadenamientos serranos. Por el occidente el río Uruguay la separaba de O. b. leucogaster. Se desconoce, por falta de registros, donde confrontaba por el norte con la subespecie típica, en otras palabras, si pertenecían a esta subespecie los venados que vivían en el sector sudoccidental del estado brasileño del estado de Río Grande del Sur.
La localidad tipo de esta subespecie es la estancia de José Pedro Castro, próxima al arroyo Arerunguá: «Arerunguá, paraje El Tapado, departamento de Salto, Uruguay».
Esta población fue dada a conocer en el año 1980. El taxón fue descrito por Susana González, Fernando Álvarez-Valinb, y Jesús E. Maldonado, en el año 2002 luego de un estudio craneométrico comparativo mediante análisis de tipo uni y multivariantes.
Si bien antaño era abundante, solo han sobrevivido unos ejemplares, confinados en establecimientos agropecuarios, únicos encargados por décadas de su protección, compatibilizándola con la actividad productiva.
La zona remanente se ubica entre la Colonia Juan Gutiérrez, el rincón de Andrés Pérez, la cuchilla del Arbolito y la cuchilla del Fuego, en las puntas del río Queguay Grande.
Desde el año 1980, la Estación de cría de fauna autóctona Cerro Pan de Azúcar, en las afueras de la ciudad de Piriápolis, brega por su reproducción. Partiendo de ejemplares silvestres, logró generar un plantel de más de 30 venados, el mayor del mundo en cautiverio de todas las subespecies de esta especie. Su pedigrí es llevado por el Zoo de Berlín, en Alemania. 
Desde este plantel, y con venados nacidos allí, se han logrado crear subpoblaciones. En el Uruguay se encuentran en los zoológicos de Trinidad, San Carlos, y San José de Mayo. También fuera del país, en la Argentina, en los zoológicos del ECAS —próximo a La Plata—, y Florencio Varela, ambos del al provincia de Buenos Aires; también en la provincia de Santa Fe, en el zoológico Granja La Esperanza de la capital provincial, la que fue el germen de las poblaciones argentinas, aunque los venados allí alojados fueron todos matados por perros que lograron entrar a su cercado, en agosto de 2007.
Los primeros ejemplares que formaron el plantel de la Estación de cría del cerro Pan de Azúcar se recogieron cuando eran solo crías de 2 o 3 días de nacidas, pues a la semana el rechazo hacia el ser humano ya es insuperable.

## Descripción
Los ejemplares de esta subespecie alcanzan un largo de 150 cm, y unos 70 cm de alzada. El macho es algo más pesado, alrededor de 45 kg. El factor principal de dimorfismo sexual, sin embargo, son las astas que presenta el macho adulto; éstas se ramifican generalmente en no más de 3 puntas cada una, de las cuales una se dirige hacia delante y las restantes hacia atrás. Excepcionalmente se han observado cornamentas más ramificadas.
El pelaje general de O. b. arerunguaensis es pardo-acanelado claro a grisáceo.
Muestran invariablemente marcas blancas alrededor del hocico, en la cara interna de las orejas, la parte inferior del cuello, el vientre y la cara inferior de la cola, que es corta y tupida. La cara superior de la cola es más oscura que el resto del pelaje, y está acompañada en ocasiones por una línea del mismo color a lo largo de la espina dorsal. En la base del cuello y la cruz suele presentarse un remolino de pelaje más largo. Los ejemplares juveniles presentan una coloración más clara y jaspeado en los flancos.
El macho es reconocible a la distancia por su fuerte olor almizclado, secretado por unas glándulas interdigitales, con el que marca su territorio, sobre todo durante la época de celo. Otras glándulas, ubicadas en el hocico y en la región ocular, intervienen para distinguir entre ejemplares.

## Costumbres
En parte del año vive en manadas de 6 a 11 ejemplares, pero antaño se observaron algunas integradas por 300 venados. El formar grupos le es de utilidad para detectar la presencia de depredadores. Cuando uno de ellos observa un motivo de peligro, resopla y golpea el piso con sus patas; al huir eleva la cola, y al hacerlo muestra el escudo anal blanco como señal de estampida. Antiguamente eran el puma y el yaguareté sus predadores principales. Ambos están extinguidos en las áreas uruguayas que conservan las últimas manadas de este venado. El zorro gris o pampa ataca a sus crías, al igual que el gato montés (Leopardus geoffroyi). Los perros de los puestos ganaderos al igual que los asilvestrados, predan tanto sobre crías como sobre adultos. Los cazadores furtivos completan los peligros que esta subespecie presenta hoy en día. 
Se alimenta de herbáceas, como diversas especies de gramíneas, leguminosas, y ciperáceas. Forman pequeñas manadas de hasta una docena de individuos, que se disuelven en la época de celo, a fines del verano, durante la cual los machos se muestran fuertemente territoriales y agresivos.
Puede aprovechar los verdeos que ocurren luego de las quemas de pastizales, si su ambiente se maneja sobre la base de quemas prescritas.
Entre 2 a 3 meses antes de la brama se renueva la cornamenta del macho. La nueva está recubierta por un tejido suave, aterciopelado y muy sensible. A fines de enero ese tejido cae, y entonces el macho la utilizará para exhibiciones durante el celo, topando a otros machos, y removiendo con ellas el suelo para delimitar su territorio. Luego del apareamiento, y después de una gestación que dura alrededor de 7 meses, nace un cervatillo por hembra, una vez acabado el invierno, el que pesa 2,1 kg. Nace con una librea que lo camufla entre las matas de pasto, presentando un pelaje largo con 4 a 5 hileras de marcas longitudinales blancas sobre un fondo gris acanelado. Las manchas las perderá a los 75 a 90 días. Recién a los 7 meses cae el pelaje largo y lo cambia por otro corto, el mismo que presenta el ejemplar adulto. Convivirá con la madre hasta su madurez.

## Conservación
Antiguamente esta subespecie era uno de los mamíferos más numerosos en su ecosistema. Estas abundantes poblaciones de siglos pasados fueron cazadas por su carne y su piel, originalmente por las etnias amerindias, y posteriormente por los colonos de cultura occidental. En los siglos XIX y XX, a causa de la caza masiva de la que fue objeto, y la reconversión de su hábitat para dedicarlo a la cría de ganado bovino y ovino, a la agricultura, y a la forestación, se ha tornado una subespecie en serio riesgo de extinción, contando apenas con un único núcleo remanente en El Tapado, departamento de Salto, integrado por entre 800 y 1000 ejemplares. La intensísima disminución de sus poblaciones se produjo por la modificación de su hábitat y por la competencia ecológica del ganado; las enfermedades infecciosas, sobre todo la fiebre aftosa, mermaron su población en el siglo XIX. Hoy habita solo en áreas aisladas de grandes emprendimientos particulares.
Está registrado en el Apéndice I del listado de especies protegidas de CITES.
A pesar de que este taxón ha sido catalogado por el estado uruguayo como amenazado, y fue declarando por decreto ministerial 12/985 del 9 de enero de 1985: «Monumento Natural del Uruguay» (a instancias de Juan Villalba Macías), todavía no han sido publicadas directrices de gestión para su protección efectiva.
Los cazadores furtivos los continúa cazando ya que el castigo no corresponde al daño que afecta a un taxón de población muy limitada y relictual. A diferencia de lo que ocurre en la Argentina con subespecies de esta misma especie —donde el matarlo acarrea un proceso penal—, los jueces en el Uruguay disponen la libertad de los cazadores ya que a esta acción no se la cuadra como un delito, sino como una simple infracción, redimible solo con pagar una multa de tipo administrativa, con un monto fijo, el cual es definido por la «división Fauna de Recursos Naturales», del «Ministerio de Ganadería, Agricultura y pesca» (MGAP), organismo a quien le incumbe específicarla.
La multa que el estado aplica a quien cazare ejemplares de la especie en el territorio del Uruguay es de 150 unidades reajustables (UR), más 30 UR por cada pieza.